# Infernali
Gli Infernali sono una razza di demoni dei fumetti pubblicati dalla Marvel Comics, sono una delle antiche razze nascoste della Terra.

## Biografia

### L'ascesa di Seth
In una caverna al di sotto di un castello scozzese, un quartetto di templari discute sul pericolo della presenza di un traditore tra le loro file, per proteggersi l'ordine ha affidato ad un novizio il compito di trovare un'arma sacra, la Bloodline. Purtroppo per loro, il traditore è più vicino di quanto si immaginino, è un membro del quartetto, Seth Phalkon, che assieme a due accoliti, Agony e Basilisk, attacca e uccide i suoi vecchi compagni. Tempo dopo, Agony e Basilisk emergono dal fiume Hudson e attaccano la novizia Chloe Tran mentre cerca di contattare Jen-Paul DuChamp, per informarlo del suo retaggio collegato alla Bloodline, sebbene ferita, la ragazza riesce a fuggire. In seguito, attaccano la templare e Jean-Paul al night Club 52. Dopo questo nuovo attacco, Chloe rivela a Jean-Paul tutto ciò che sa sugli Infernali, sui Templari e sulla Bloodline. Nel frattempo, Seth invia un trio di demoni a catturare il francese, oltre a Chloe e Jean-Paul, trasformato dalla Bloodline, alla lotta partecipa anche Moon Knight, il trio infernale è duramente sconfitto e solo uno di loro fa ritorno alla Phalkoncorp, la nuova azienda acquisita dal templare traditore, solo per essere ucciso da Agony a causa del suo fallimento. Successivamente, Seth parla ad una nuova impiegata, Marlene Alraune, dei suoi progetti per la Spectorcorp, la sera stessa, l'alterego di Spector si scontra con due Infernali a Central Park. Nel parco, Moon si scontra con un esercito di Infernali, per fortuna Gambit e Licantropus giungono in suo soccorso; intanto Marlene è spiata da Agony per conto di Seth. Mentre Moon Knight fa esaminare il cadavere di un Infernale da un suo alleato, scoprendo che l'essere presenta similitudini con il suo organismo quando era infettato dal virus di Demogoblin, Seth invia Agony assieme ad un compagno ad eliminare Chloe che grazie al sacrificio di Jean-Paul si salva.

### Il Cadre
Anni fa, tre bambini, ibridi umani-infernali, furono lasciati sulla soglia di un monastero dei Templari, diventati grandi e ansiosi di conoscere le proprie origini, Vortex, Shard e Dementia fuggono a New York, il caos cittadino fa impazzire i poteri della ragazza e attira l'attenzione di Codice Blu e dell'Uomo Ragno. L'intervento di Chloe tranquillizza il terzetto che segue la templare verso un rifugio sicuro.

### Gli ultimi giorni di Moon Knight
Seth uccide due agenti di sicurezza della Spectorcorp che tentavano di ottenere informazioni sulla Phalkoncorp; nel frattempo, Jean-Paul riesce a liberarsi dai suoi aguzzini e cattura Agony; insospettito dalla morte dei suoi agenti, Moon Knight penetra nell'azienda rivale e fronteggia Seth. La lotta tra il cavaliere lunare e dil suo avversario continua fino ad una fase di stallo, solo l'intervento di Marlene fa pendere l'ago della bilancia dalla parte dei buoni. Tuttavia, Seth è salvato dall'intervento di un potente Infernale, Hook; intanto, Jean-Paul usa il siero della verità per interrogare Agony mentre Chloe continua ad allenare il Cadre. Grazie alle informazioni che le ha estorto, Jean-Paul si reca con Agony verso la Foresta Amazzonica, sede della base sotterranea degli Infernali, ma la donna riesce a liberarsi ed a raggiungere il tempio dove Hook sta per sacrificarsi per la salvezza di Seth, Agony ne prende il posto e dona la sua essenza vitale al suo capo; nel frattempo, anche il Cadre e Chloe raggiungono il Brasile. Anche Spector raggiunge la base segreta e scoppia il parapiglia tra gli eroi ed un esercito di Infernali. La lotta procede tra mille colpi di scena, il Cadre ritrova il padre perduto da tempo, alcuni Infernali si ribellano ai loro superiori e Moon Knight riesce a sconfiggere ed intrappolare Seth mentre la base esplode per l'eruzione di un vulcano. I sopravvissuti seguono ognuno la propria strada, il Cadre si mette alla ricerca della madre umana mentre gli Infernali sfuggiti alla distruzione giurano vendetta contro Spector.

### Se il domani verrà...
L'Infernale Ness percepisce che Nate Grey potrebbe, in futuro, essere responsabile della distruzione della Terra, così si mette sulle sue tracce. Lo insegue fino al Circolo polare artico, poi in Irlanda, infine lo rintraccia a New York dove con l'aiuto dell'Infernale Slaine fugge alle mire dei Cacciatori Infernali e scopre un possibile fonte di informazione nelle Filippine. Ness raggiunge un'isola dell'arcipelago asiatico dove incontra il mutante Blaquesmith che gli rivela che Nate si trova in Latveria. Giunto nella regione europea, l'Infernale penetra nel castello di Stryfe dove assiste alla lotta tra il padrone di casa e Nate, nel culmine della battaglia entra in gioco per impedire all'eroe di scagliare il suo attacco più potente e avverare così la sua profezia, una volta sconfitto il nemico, i due si incontrano con Cable e Madelyne Pryor. Tornato a Dublino, Ness riceve la visita di Madelyne che gli rinfaccia di intralciare la sua relazione con Nate, arrivando addirittura a minacciarlo con un coltello mentre sta dormendo. In una successiva battaglia al fianco di Nate, sembra perdere la propria vita.

## Poteri e abilità
Gli Infernali sembrano avere numerosi poteri sovrumani, sono soggetti a mutazioni casuali che li rendono uno diverso dall'altro. Alcuni hanno l'abilità di assorbire energia vitale.

## Membri
- Agony: femmina dai capelli rossi, può usare la sua capigliatura come arma;
- Basilisk: maschio, uccide tramite lo sguardo;
- Hook: maschio, aspetto demoniaco, forza sovrumana;
- Ness: maschio, previsione del futuro;
- Slaine: maschio, aspetto vampiresco;
- Dawn: femmina, cacciatrice di Infernali, può teleportarsi e generare luce;
- Dusk: femmina, cacciatrice di Infernali, può teleportarsi e generare tenebre;

### Cadre
- Dementia: femmina, ibrida umana-infernale, poteri di distorsione della realtà;
- Shard: maschio, ibrido umano-infernale, corpo rivestito di aculei che può lanciare a piacimento;
- Vortex: maschio, ibrido umano-infernale, controllo del vento.